# Wetteren

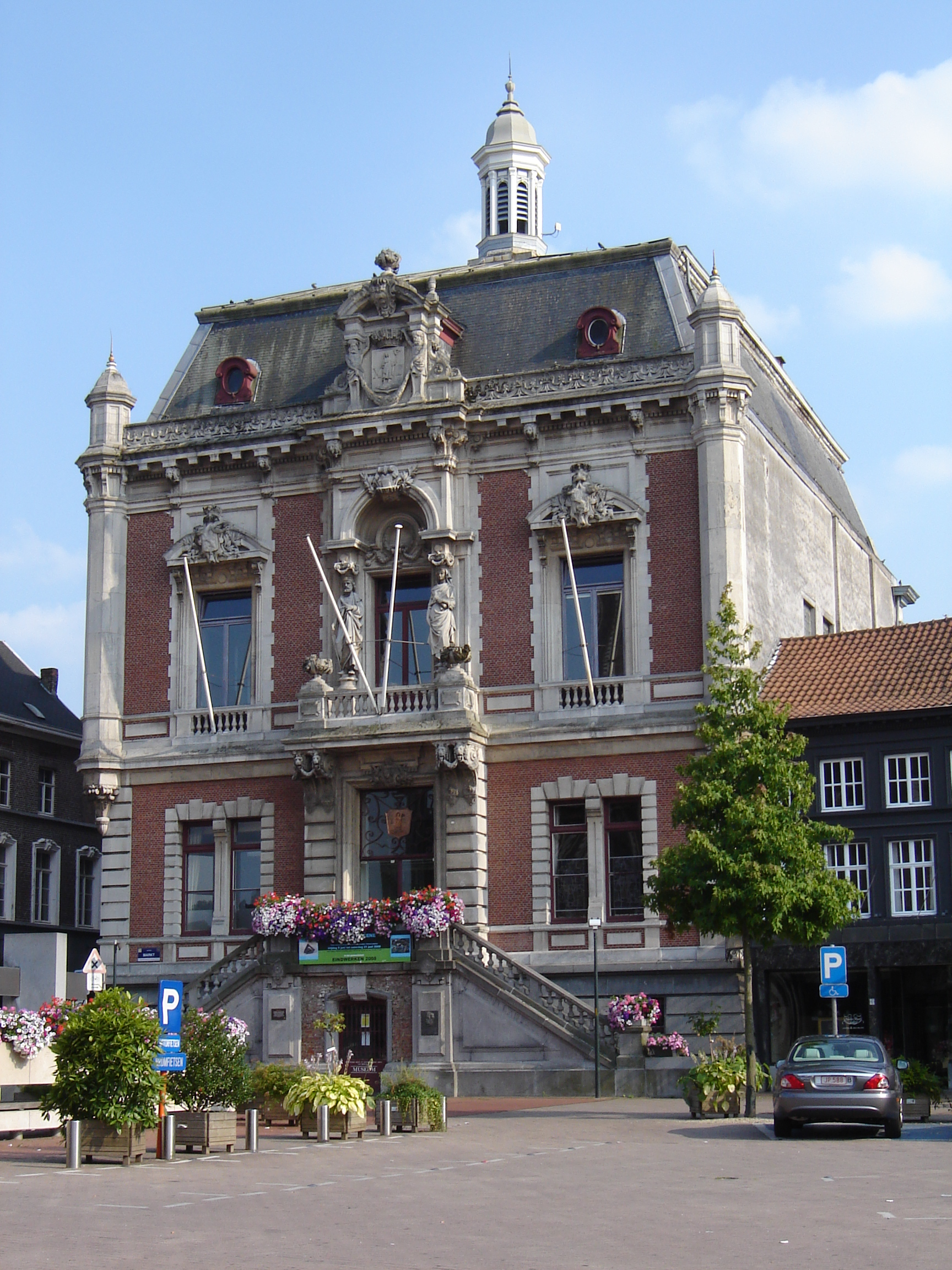
Ayuntamiento de Wetteren.

Wetteren (Pronunciación holandesa: [ˈʋɛtərə(n)]) es un municipio localizado en la provincia belga de Flandes Oriental, que comprende las ciudades de Massemen, Westrem y Wetteren. El 1 de enero de 2019, Wetteren tenía una población de 25 815 habitantes. Con un área total de 36,68 km², la densidad de población es de 704 habitantes por km².

## Demografía

### Evolución
Todos los datos históricos relativos al actual municipio, el siguiente gráfico refleja su evolución demográfica, incluyendo municipios después de efectuada la fusión el 1 de enero de 1977.
| Gráfica de evolución demográfica de Wetteren entre 1846 y 2019 |
|                                                                |

## Personas notables
- Julien De Wilde (7 de enero de 1967), hombre de negocios.
- Émile Pierre Joseph Storms (1846-1918), explorador del Estado Libre del Congo.

## Galería de imágenes
|                             |
| Puente Voetgangersbrug E40. |

|                                                     |
| Iglesia del Sagrado Corazón en Kwatrecht, Wetteren. |

|                 |
| Nevada de 2008. |

|                   |
| Estación de tren. |

|                                          |
| Iglesia en Sint-Gertrudiskerk, Wetteren. |